# San Leon
San Leon é uma Região censo-designada localizada no estado norte-americano do Texas, no Condado de Galveston.

## Demografia
Segundo o censo norte-americano de 2000, a sua população era de 4365 habitantes.

## Geografia
De acordo com o United States Census Bureau tem uma área de
13,3 km², dos quais 12,6 km² cobertos por terra e 0,7 km² cobertos por água.

## Localidades na vizinhança
O diagrama seguinte representa as localidades num raio de 16 km ao redor de San Leon.